# Soft Cell
Soft Cell este o trupă de synth-pop formată din doi membri, (Marc Almond și David Ball) a cărei popularitate a crescut începând cu anul 1980. Duo-ul este cunoscut pentru melodia hit Tainted Love (1981) și albumul de debut Non-Stop Erotic Cabaret. 
În Marea Britanie, trupa a avut hituri în Top 40, printre care s-au numărat Tainted Love (pe primul loc), Torch, Say Hello,Wave Goodbye, What!, și Bedsitter . De asemenea, 10 milioane de albume au fost vândute în întreaga lume. În 1984, duo-ul s-a destrămat, urmând să se reunească în anul 2001 pentru a concerta în turnee și a lansa un nou album, Cruelty Without Beauty (2002).
Numeroși artiști precum Marilyn Manson, Coil, Nine Inch Nails, David Gray, Nouvelle Vague și A-ha au lansat cover-uri la melodiile trupei. 
Melodia "Memorabilia" a adus duo-ului titlul de pionieri al genului synth-pop și techno.